# Кикоть Валерій Михайлович
Ки́коть Вале́рій Миха́йлович — український поет, перекладач, прозаїк, публіцист, перекладознавець, мовознавець, літературознавець, доктор філологічних наук, професор.

## Біографія
Народився 29 липня 1961 р. у селі Червона Слобода Черкаського району Черкаської області в родині робітників. Після технічного училища працював на хімічному комбінаті електромонтером. Пізніше з відзнакою закінчив перекладацьке відділення факультету романо-германської філології Київського національного університету імені Тараса Шевченка та аспірантуру при університеті.
Працював військовим перекладачем в Ефіопії, на різних посадах у вітчизняних та іноземних компаніях, головою Українського Представництва Українсько-Американської Асоціації Обмінів у галузі Освіти, на державній службі, викладачем кількох університетів. Перебував у тривалих відрядженнях у країнах Азії, Африки, Європи, Америки. Нині – професор кафедри теорії та практики перекладу Черкаського національного університету імені Богдана Хмельницького.
Член Національної спілки письменників України (1998) та Національної спілки журналістів України (2002).
Автор 20 книг, численних художніх і публіцистичних публікацій в українській та зарубіжній періодиці, понад 170 наукових та навчально-методичних праць у галузі перекладознавства.
Перекладає з англійської, переважно класиків американської поезії. Зокрема, переклав твори таких авторів: Роберт Фрост, Волт Вітмен, Емілі Дікінсон, Генрі Водсворт Лонґфелло, Едґар Аллан По, Карл Сендберґ, Роберт Пенн Воррен, Аллен Ґінсберґ, Рендал Джаррел, Робінсон Джефферс, Лерой Джонс, Джеймс Дікі, Едвард Естлін Каммінґс, Роберт Крілі, Деніз Левертов, Едґар Лі Мастерс, Джеймс Мерілл, Една Сент-Вінсент Міллей, Оґден Неш, Вистан Х’ю Оден, Сильвія Плат, Теодор Ретке, Едвін Арлінґтон Робінсон, Волес Стівенс, Роберт Хейден та ін.
Власні твори В. Кикотя перекладені азербайджанською, македонською та польською мовами.
У своїй дисертації на здобуття наукового ступеня доктора філологічних наук «Макрообраз поетичного твору в перекладі» (2020) розробив теорію взаємодії образних рівнів першотвору й перекладу, запропонував прикладну перекладацьку модель поетичного твору, започаткувавши новий напрям у перекладознавстві «Лінгвопоетика художнього образу оригіналу й перекладу», а в науковій трилогії «Образ і переклад» (2025), «Форма вірша та переклад» (2025), «Підтекст і переклад» (2025) виклав цілісну теорію вірша та його перекладу, яка не має світових аналогів.

## Праці

### Автор книг
- «Вірші. Переклади» (1994)
- «Промені самотності» (1998)
- «Один аспект мого життя» (2001)
- «Королева дощу» (2002)
- «Сніг помирає на землі» (2004)
- «Тексти на піску» (2005)
- «Квітка у вогні» (2007)
- «Флюїдний шнурок» (2013)
- «25 американських поетів у перекладі Валерія Кикотя» (2016)
- «Кількома мазками акварелі» (2017)
- «Образна матриця та переклад поезії» (2020)
- «Американська поезія у перекладах Валерія Кикотя» (2020)
- «Роберт Фрост в українських перекладах» (2021)
- «На найвищих вершинах» (2021)
- «Моделі художнього (поетичного) перекладу» (2023)
- «Четверте коло або клуб самотніх сердець полковника В» (2024)
- «Українські перекладачі» (2024)
- «Образ і переклад» (2025)
- «Форма вірша та переклад» (2025)
- «Підтекст і переклад» (2025)

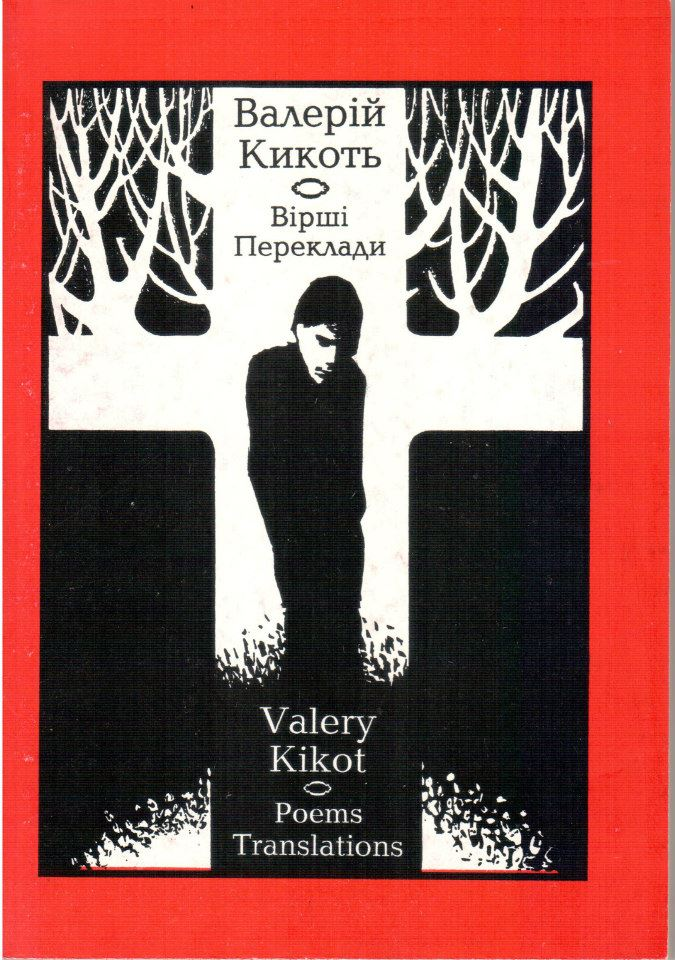
Кикоть, Валерій. Вірші. Переклади. Черкаси : Сіяч, 1994. 104 с. © Обкладинка Світлани Битенської
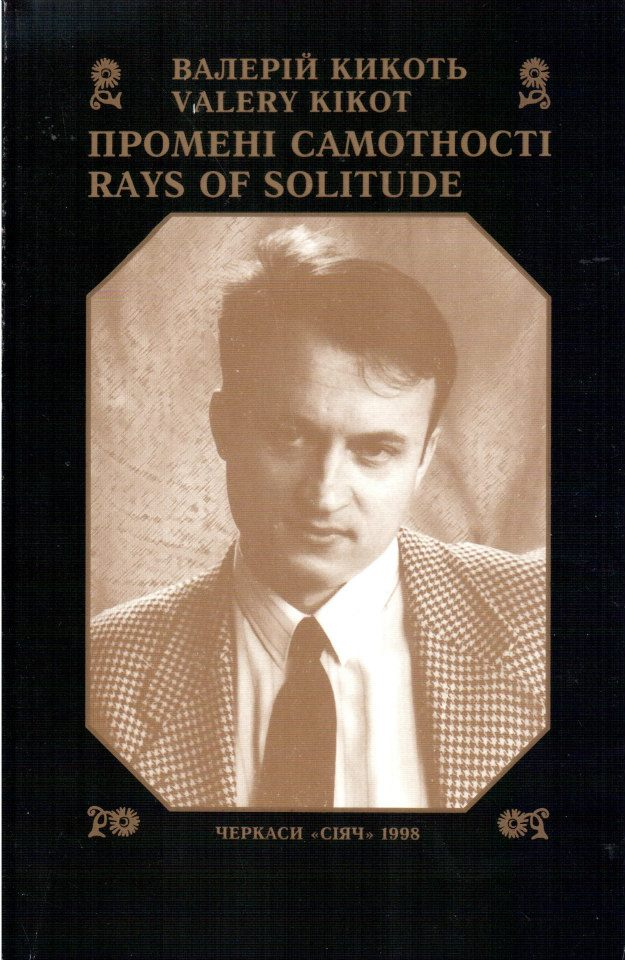
Кикоть, Валерій. Промені самотності. Поезії, переклади. Черкаси : Сіяч, 1998. 136 с. © Обкладинка Віктора Олексенка
Кикоть, Валерій. Один аспект мого життя. Черкаси : Брама, 2001. 96 с. © Обкладинка Віктора Олексенка
Кикоть, Валерій. Королева дощу. Поезії. Черкаси : Брама, 2002. 64 с. © Обкладинка Віктора Олексенка
Кикоть, Валерій. Сніг помирає на землі. Поезії, переклади, проза. Черкаси : Брама, 2004. 160 с. © Обкладинка Віктора Олексенка
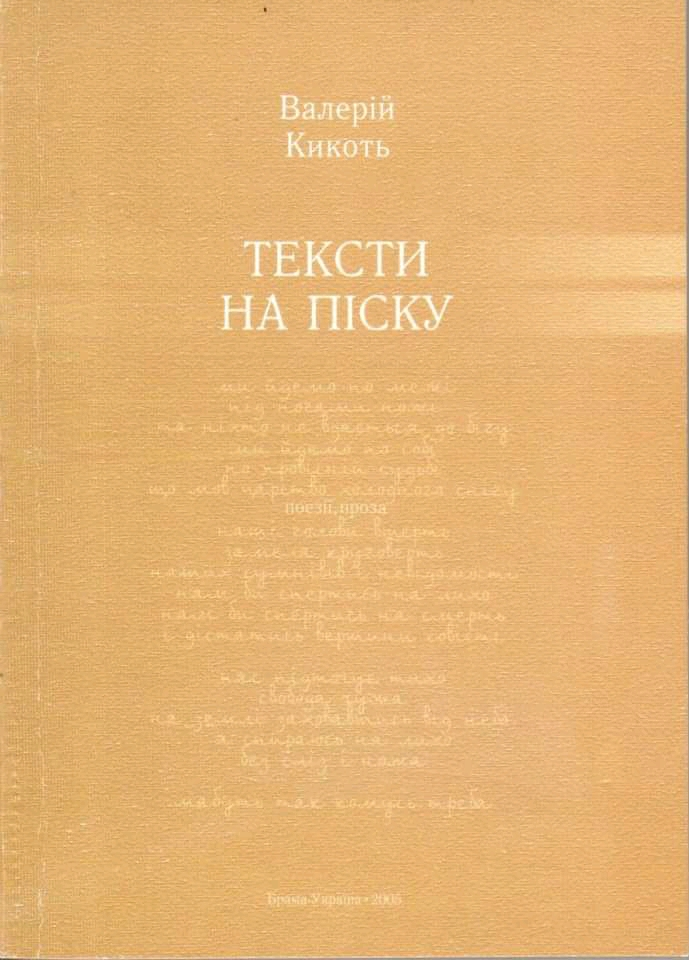
Кикоть, Валерій. Тексти на піску. Черкаси : Брама-Україна, 2006. 140 с. © Обкладинка Олександра Третякова
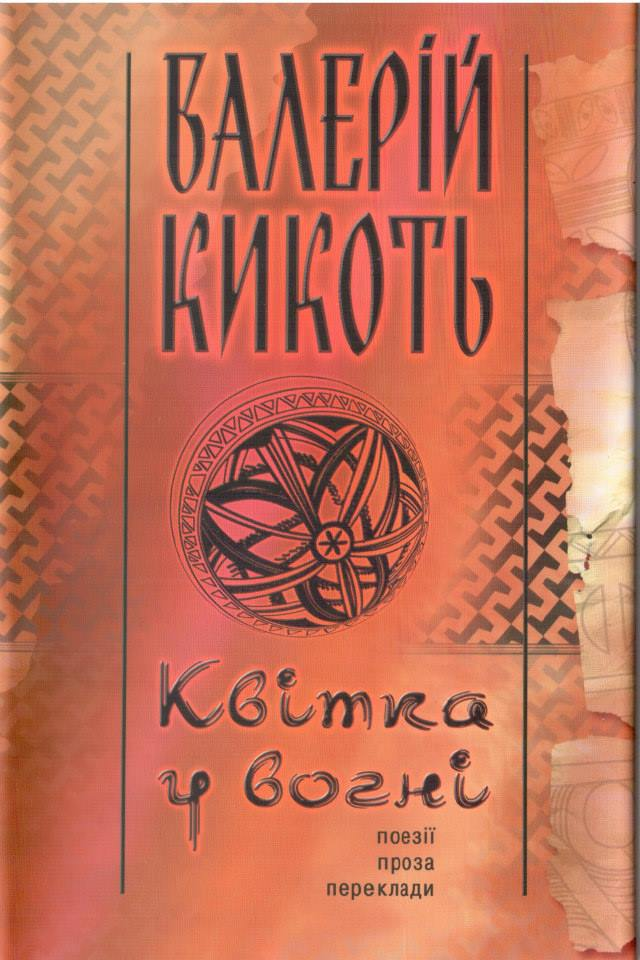
Кикоть, Валерій. Квітка у вогні. Поезії, переклади, проза. Черкаси : Брама-Україна, 2007. 504 с. © Обкладинка Віктора Олексенка
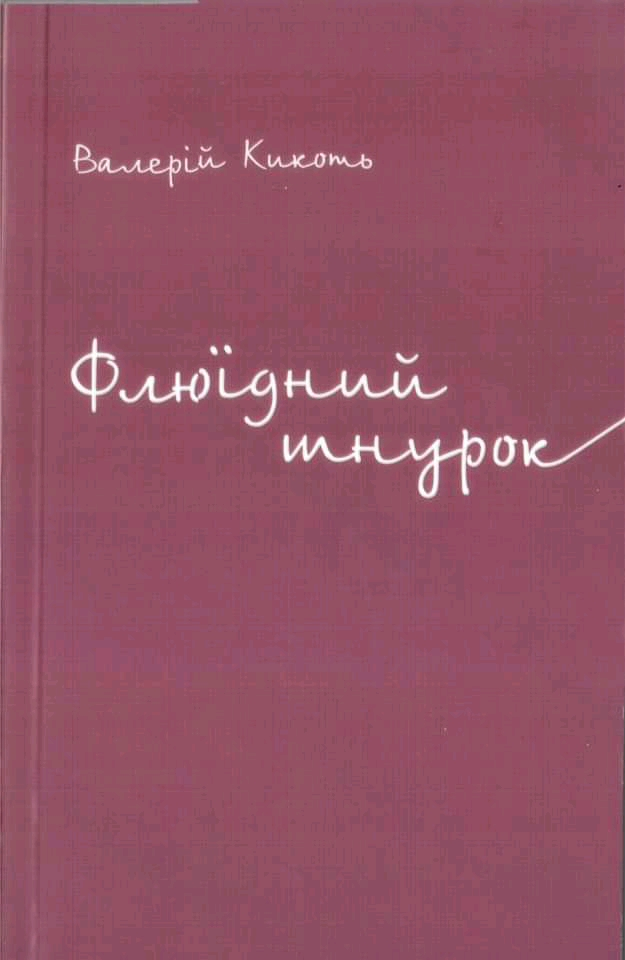
Кикоть, Валерій. Флюїдний шнурок. Поезія, проза. Черкаси : Видавець Ольга Вовчок, 2013. 176 с. © Обкладинка Олександра Третякова
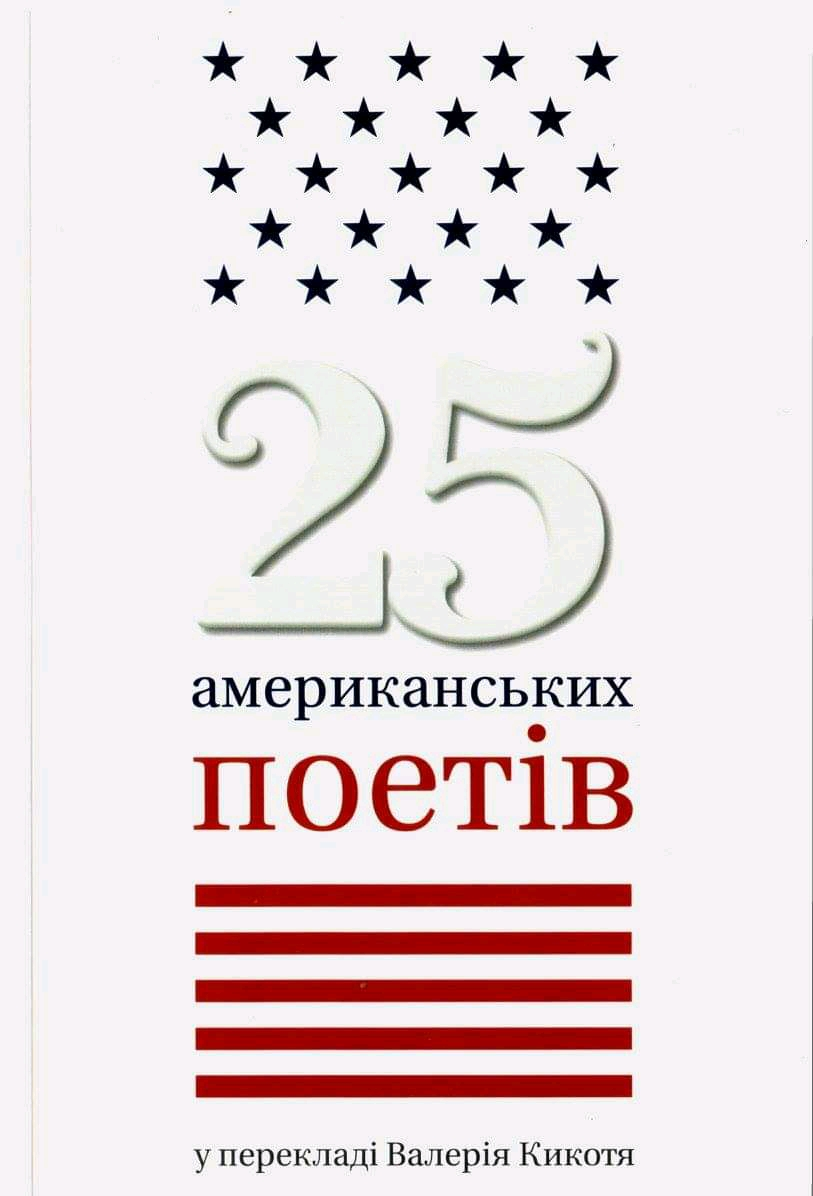
Кикоть, Валерій. 25 американських поетів у перекладі Валерія Кикотя. Черкаси : видавець Чабаненко Ю., 2016. 159 с. © Обкладинка Валерія Кикотя
Кикоть, Валерій. Кількома мазками акварелі. Черкаси : Видавець Чабаненко Ю. А., 2017. 128 с. © Обкладинка Валерія Кикотя
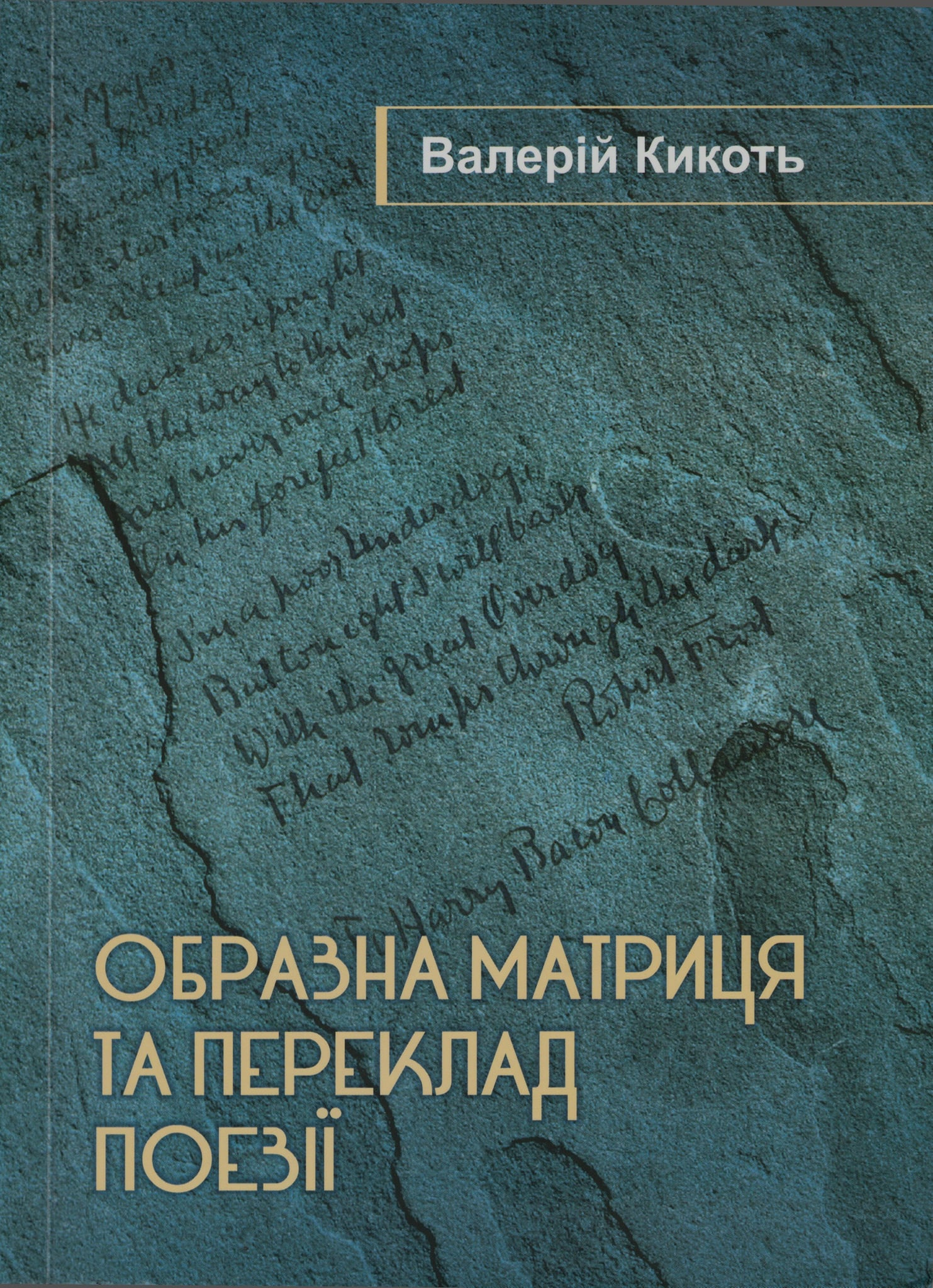
Кикоть В. М. Образна матриця та переклад поезії : монографія. Черкаси : Видавець Чабаненко Ю. А., 2020. 632 с. © Обкладинка Анастасії Білокінь
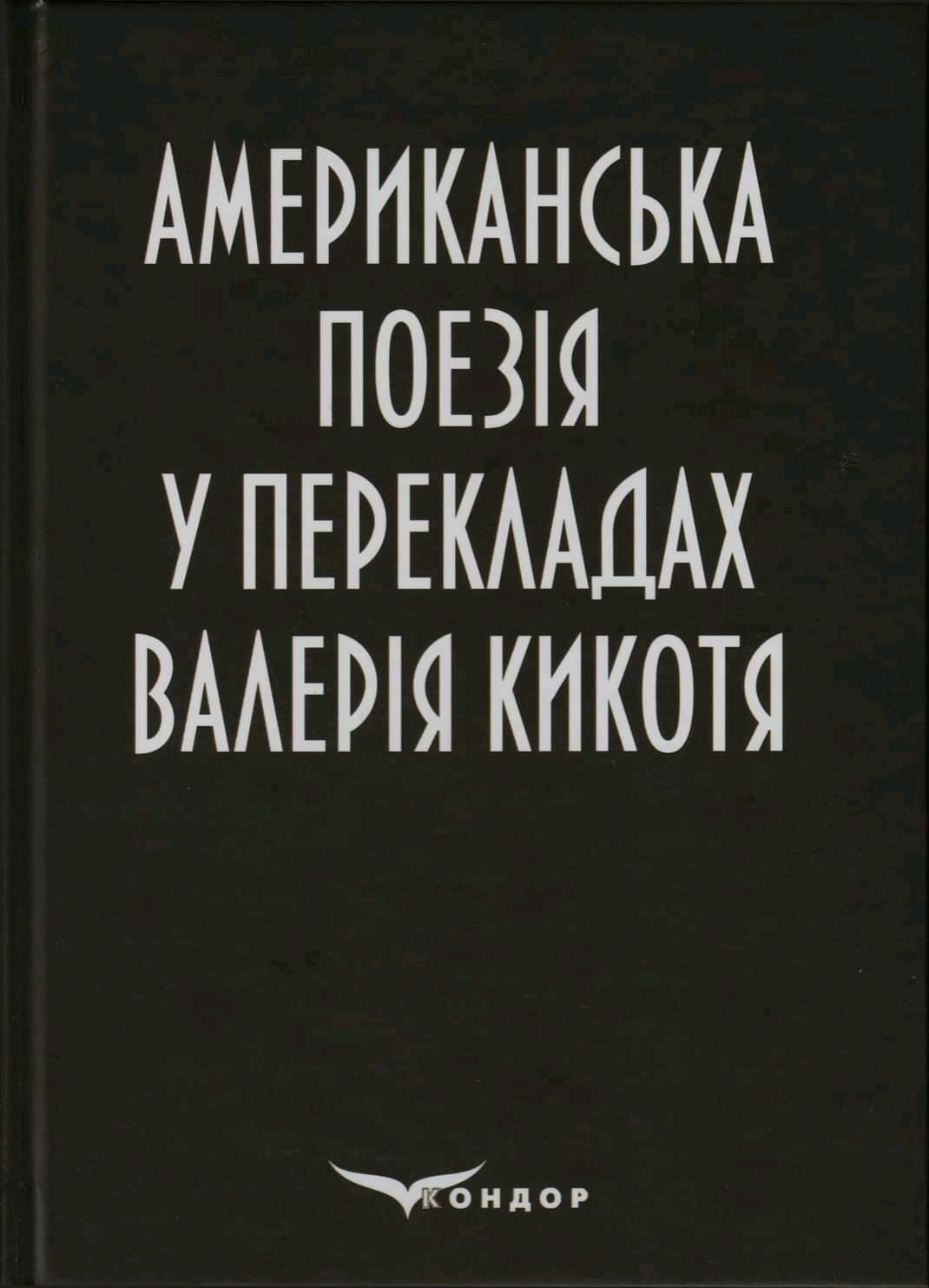
Кикоть В. М. Американська поезія у перекладах Валерія Кикотя. Київ : Видавничий дім «Кондор», 2020. 180 с. © Обкладинка Валерія Кикотя
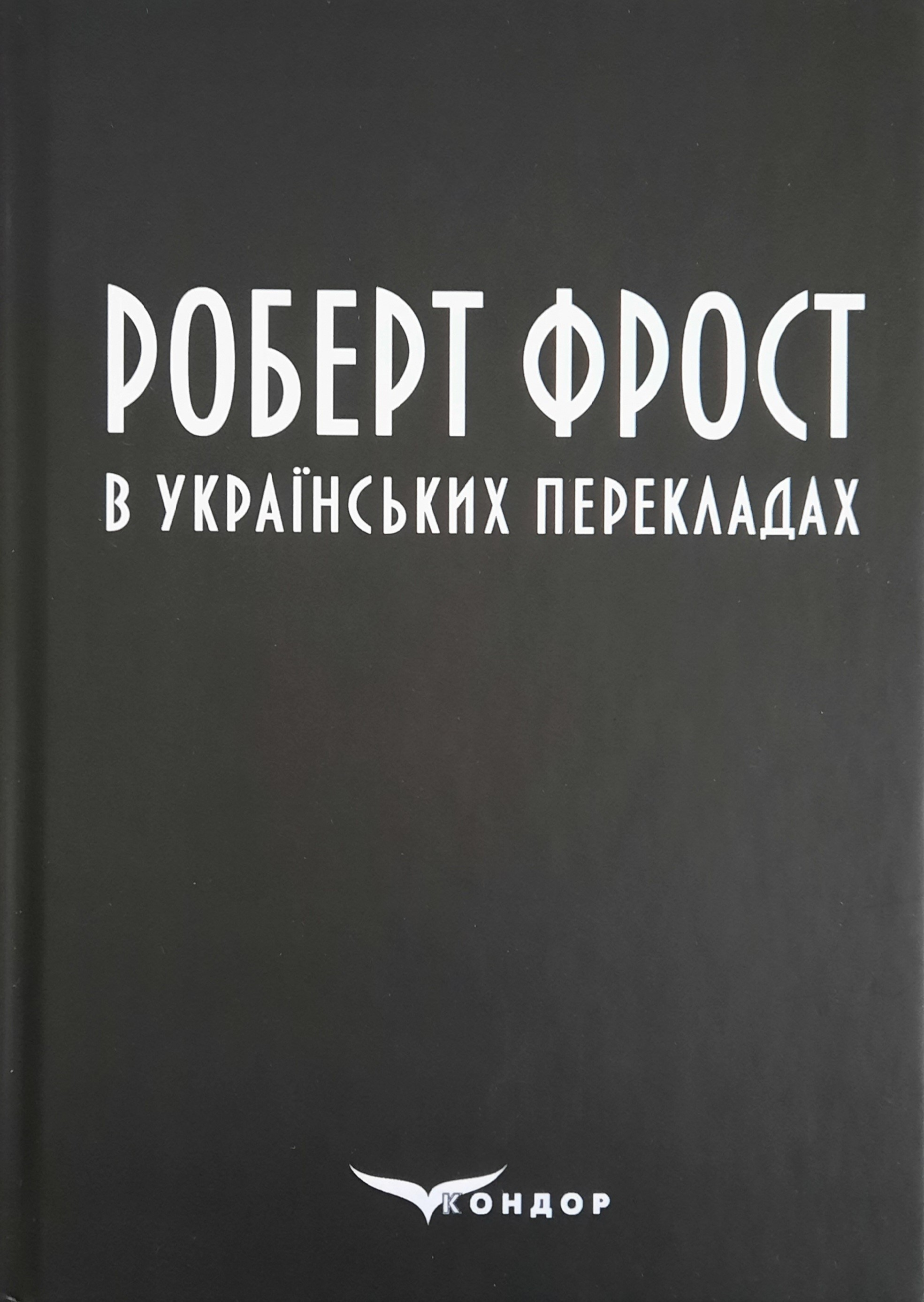
Кикоть В. М. Роберт Фрост в українських перекладах : поезії. Київ : Видавничий дім «Кондор», 2021. 360 с. © Обкладинка Валерія Кикотя
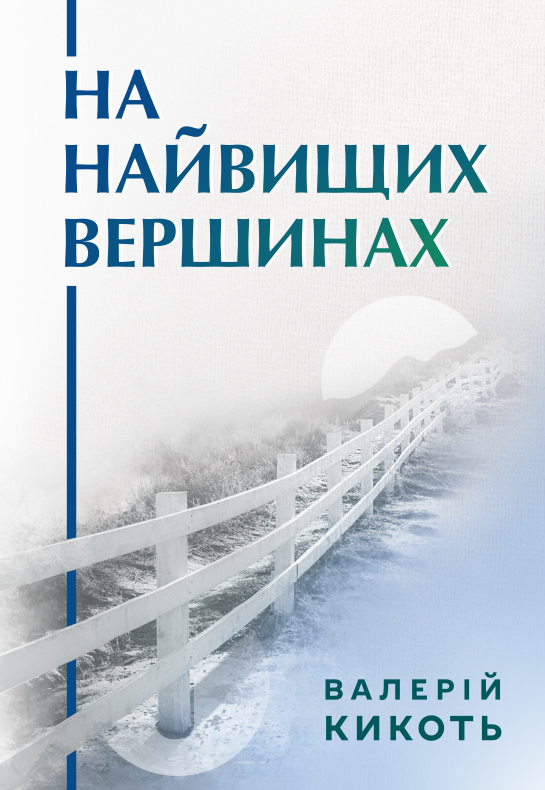
Кикоть, Валерій. На найвищих вершинах. Вибрані поезії. Черкаси : Видавець Чабаненко Ю., 2021. 374 с. © Обкладинка Анастасії Білокінь
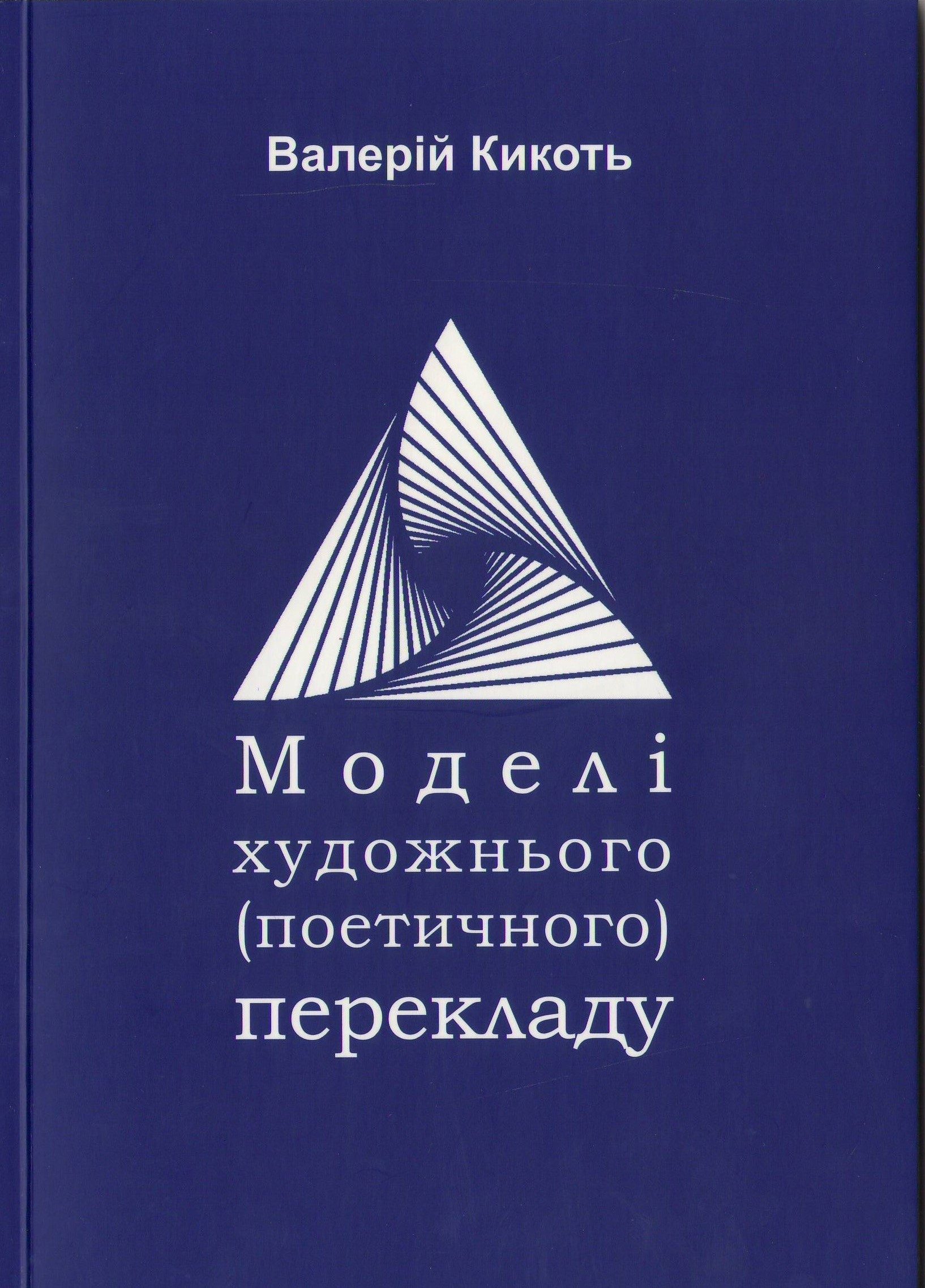
Кикоть, Валерій. Моделі художнього (поетичного) перекладу. Навчальне видання. Черкаси : Видавець Ю. Чабаненко, 2023. 114 с. © Обкладинка Катерини Орленко
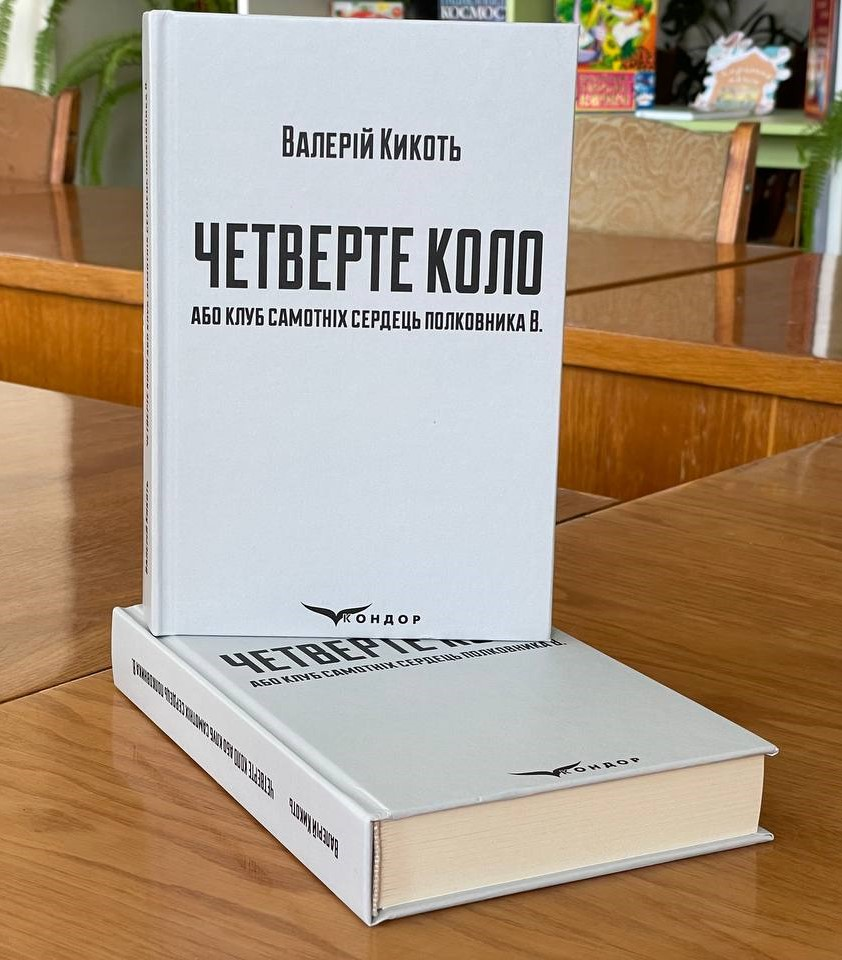
Кикоть, Валерій. Четверте коло або клуб самотніх сердець полковника В. : новели та есеї. Київ : Видавничий дім «Кондор», 2024. 304 с. © Обкладинка Надії Тишківської
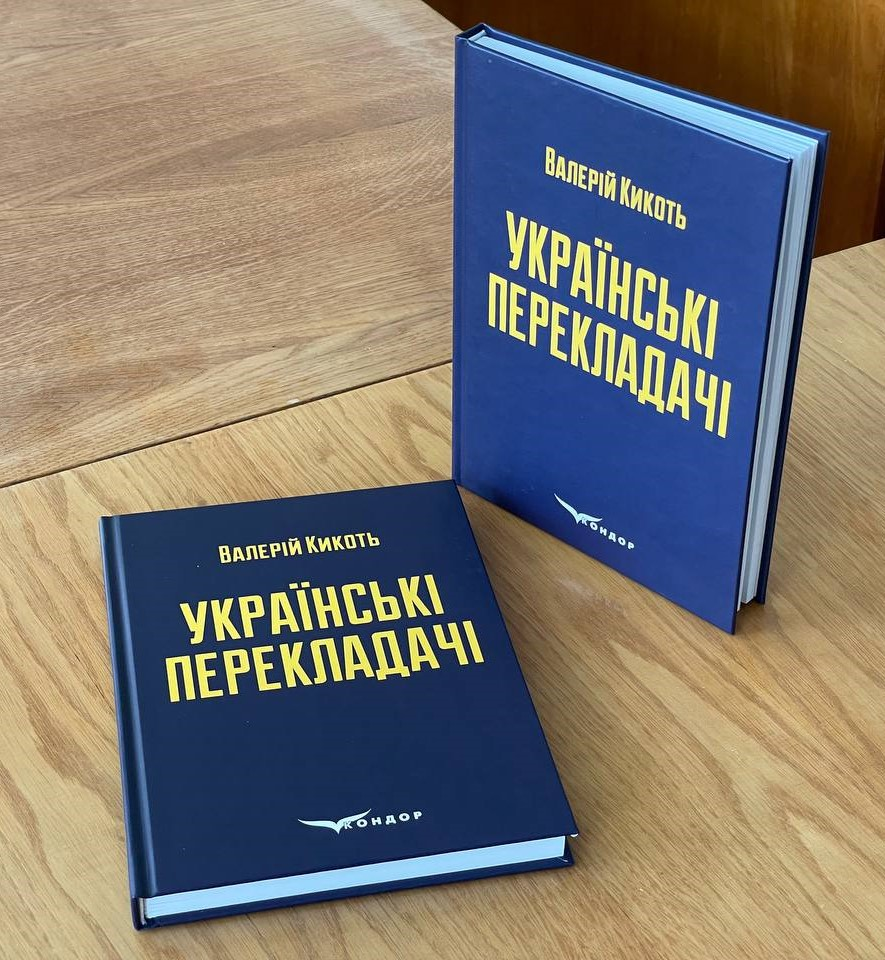
Кикоть, Валерій. Українські перекладачі. Навчальне видання. Київ : Видавничий дім «Кондор», 2024. 240 с. © Обкладинка Надії Тишківської
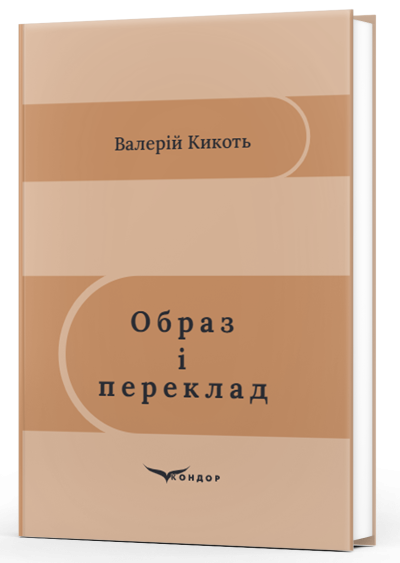
Кикоть, Валерій. Образ і переклад : монографія. Київ : Видавничий дім «Кондор», 2025. 436 с. © Обкладинка Кириленка В. В.
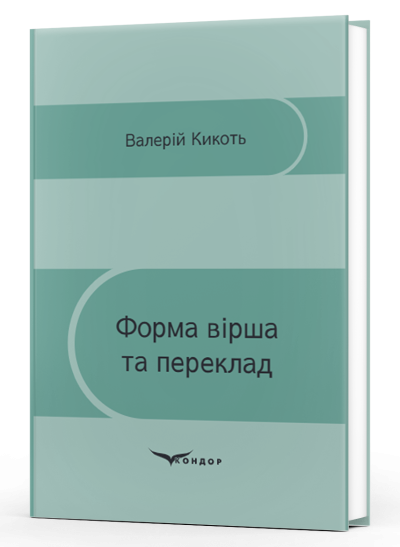
Кикоть, Валерій. Форма вірша та переклад : монографія. Київ : Видавничий дім «Кондор», 2025. 424 с. © Обкладинка Кириленка В. В.
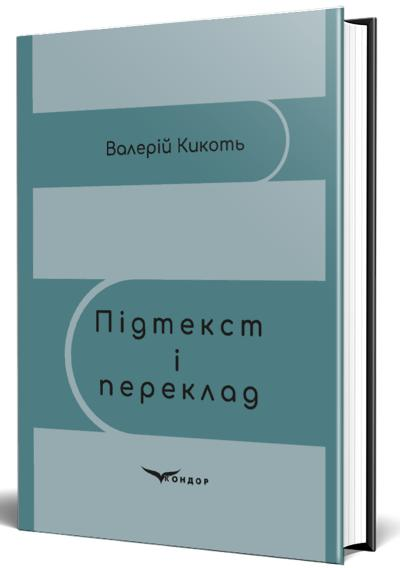
Кикоть, Валерій. Підтекст і переклад : монографія. Київ : Видавничий дім «Кондор», 2025. 448 с. © Обкладинка Кириленка В. В.

### Окремі публікації у збірках та періодичних виданнях
1. Кикоть, Валерій. Королева дощу: Космос; „В переднебесній рождений імлі…”; „упала зірка…”; Королева дощу; „Й буде колись, як сьогодні…”; „у парадоксі є краса…”; „Ваші очі, мов айстри вечірні…”; „і я ходив по цій землі…”; „Мовчиш як сніг…”; „дивись не жалій очей…”; Так само; Образи; „Як хочеться спокійною рікою…”; „Перегорить, уляжеться, втрясеться…”; „Вже никне дуб, оголено кущі…”; „Знов субота сумна і похмура…”; „Світить місяць у вікна…”; „ми йдемо по межі…”; „Приходь, послухаєм грозу…”; „Я, здається, ніколи іще не бував…”; „Вже був один і знав…”; „Я б не тратив життя на вокзали…”; „Вже тебе не кличу, не чекаю…”; „Я у мріях про тебе за хмари лечу…”; „не тріпочи моє серце…”; „Усе у цьому світі має мисл…” : [вірші]. Дзвін. 2008. № 2. С. 11–15.
2. Кикоть, Валерій. Справжнє життя – це творчість : щоденник: [фрагменти 2000 року]. Тернопільський оглядач. 2008. № 29. С. 23.
3. Кикоть, Валерій. Автобіографія; Космос; „В переднебесній рождений імлі…”; „упала зірка мов сліпуча квітка…”; „дороги стіни телефони…”; Королева дощу; „Буде колись, як сьогодні…”; „у парадоксі є краса…”; „Ваші очі, мов айстри сьогодні…”; „Давай поділимо на двох…”; „І я ходив по цій землі…”; „Мовчиш як сніг…”; „дивись не жалій очей…”; Так само; Образи; „Сміявся дощ, у літні бив цимбали…”; „Як хочеться спокійною рікою…”; Сніжинка; „Перегорить, уляжеться, втрясеться…”; „Вже никне дуб, оголено кущі…”; „На березі Дніпра…”; „Знов субота сумна і похмура…”; „Я Вас не потурбую…”; „світить місяць у вікна…”; „ми йдемо по межі…”; „Приходь, послухаєм грозу…”; „буде зустріч…”; „Поясни мені, Боже, засніжену даль…”; „Я, здається, ніколи іще не бував…”; Біля річки; „Він був один і знав – так треба…”; „Я б не тратив життя на вокзали…”; „Любов в тобі й навколо теж…”; „Вже тебе не кличу, не чекаю…”; „Не ношу я злості ні на кого…”; „А годинник все б’є…”; „Вернувся на землю я знов…”; „я у мріях про тебе за хмари лечу...”; „не тріпочи моє серце…”; „Я проснувся від шуму дощу…”; „Подивитися в очі…”; „Скажи, що любиш, і піди…”; „Вже я більше в світі розумію…”; „сонце й мороз…”; „слово знайти…”; „не хапайся за все…”; „я б стиснув усе до слова…”; „від чого сивіють люди…”; „а може життя здалося…”; „плати не роздумуючи…”; „Я прокидаюсь паростком у полі…”; „Ніхто не зна всієї правди…”; „Потік весняного дощу…”; „В моїй душі цвіте весна…”; „для чистих все чисте…”; „Життя коротке, мов свіча…”; „світ різноликий…”; „Усе у цьому світі має смисл…” : [вірші]. Письменники Черкащини: вибрані твори. Черкаси : Вид-во Ю. Чабаненко, 2007. Т. 1.  С. 350–373.
4. Кикоть, Валерій. Гостре перо на сміх і добро: (думки, аферизми, зібрана та надумана всячина). Холодний Яр. 2007. № 4. С. 293–303.
5. Кикоть, Валерій. Мелодії на двох: „Щось і в мене було…”; Космос; „В переднебесній роджений імлі…”; „упала зірка мов сліпуча квітка…”; „дороги стіни телефони…”; „у парадоксі є краса…”; „Давай поділимо на двох…”; „Мовчиш як сніг…”; „дивись не жалій очей…”; Так само; „Сміявся дощ, у літні бив цимбали…”; Сніжинка; „Перегорить, уляжеться, втрясеться…”; „Вже никне дуб, оголено кущі…”; На березі Дніпра; „Знов субота, сумна і похмура…”; „Я вас не потурбую…”; „світить місяць у вікна…”; „ми йдемо по межі…”; „Приходь, послухаєм грозу…”; „буде зустріч…”; „Поясни мені, Боже, засніжену даль…”; „Я, здається, ніколи іще не бував…”; Біля річки; „Він був один і знав – так треба…”; „Любов в тобі й навколо тебе…”; „Вже тебе не кличу, не чекаю…”; „Не ношу я злості ні на кого…”; „А годинник все б’є…”; „Вернувся на землю я знов…”; „Я у мріях про тебе за хмари лечу…”; „Не тріпоче моє серце…”; „Вранці кава на ніч м’ята…”; „Усе у цьому світі має смисл…”: [вірші]. Дніпро. 2007. № 9-10. С. 2–7.
6. Кикоть, Валерій. Скупа прозріння мить: „Щось і в мене було…”; Космос; „В переднебесній роджений імлі…”; „упала зірка…”; „дороги стіни телефони…”; Королева дощу; „Й буде колись, як сьогодні…”; „у парадоксі є краса…”; „і я ходив по цій землі…”; „Мовчиш, як сніг…”; „дивись не жалій очей…”; Так само; Образи; „Сміявся дощ, у літні бив цимбали…”; „Перегорить, уляжеться, втрясеться…”; „Вже никне дуб, оголено кущі…”; „Я Вас не потурбую…”; „світить місяць у вікна…”; „ми йдемо по межі…”; „Приходь, послухаєм грозу…”; „Поясни мені, Боже…”; „Я, здається, ніколи іще не бував…”; Біля річки; „Любов в тобі, й навколо теж…”; „Вже тебе не кличу, не чекаю…”; „Не ношу я злості ні на кого…”; „А годинник все б’є…”; „я у мріях про тебе за хмари лечу…”; „вранці кава на ніч м’ята…”; „Усе у цьому світі має смисл…”: [вірші]. Вітчизна. 2007. № 7-8. С. 2–12.
7. Кикоть, Валерій. „Усе у цьому світі має смисл”: „Усе у цьому світі має смисл…”; „вранці кава на ніч м’ята…”; „Я проснуся від шуму дощу…”; „Подивитися в очі…”; „Серед років, днів, годин…”; „яка твоя любов…”; „скидаємо старих ідолів…”; „зацькований страхами й сумнівами…”; „Скажи, що любиш, і піди…”; „Вже я більше в світі розумію…”; „сонце й мороз…”; „слово знайти глибоке як море…”; „не хапайся за все…”; „я б стиснув усе до слова…”; „від чого сивіють люди…”; „а що як і справді ніхто ніде і ніколи…”; „а може життя здалося…”; „життя це світло і мужність…”; „не вір уклінним мерзотникам…”; „й скромний голос добре чути…”; „Руйнує життя не зло…”; „Біду із відчаю не клич…”; „плати не роздумуючи…”; „Я прокидаюсь паростком у полі…”; „Потік весняного дощу…”; „для чистих все чисте…”; „Життя коротке, мов свіча…”; „світ різноликий…”: [вірші]. Холодний Яр. 2007. № 2. С. 268–276.
8. Кикоть, Валерій. Пригорща думок. Холодний Яр. 2006. № 3. С. 171–176.
9. Кикоть, Валерій. Уривки щоденника: [1985-2003]. Холодний Яр. 2006. № 1. С. 239–269.
10. Кикоть, Валерій. Посміхнися собі: „ми йдемо по межі…”; „Зима йде, зима…”; Кінець березня; „Я Вас не потурбую…”; „я сиджу і чекаю поки вмру…”; Два сонця; „у мене життя своє…”; „світить місяць у вікна…”; „Кому – сумне, кому –щасливе…”; „нерви шедеври…”; „наукою ще не доведено…”; „майже чесний…”; „доля це мрія…”; „заглядаю у  розум…”; „схиливши голову…”; „те що заперечую…”; „Приходь, послухаєм грозу…”; „замовляю квиток…”; „буде зустріч…”: [вірші]. Холодний Яр. 2005. № 3. С. 205–209.
11. Кикоть, Валерій. Поцілунок Бога: Амулет; Бар „Скажена коняка”; Запах кохання; Езоп; Що сталося в Адені; Територія обіцянок; Той, хто зупиняє час; Поцілунок Бога; Ми всі родом із Африки; Сонце у вікні; Квіти для Ніни; В нашому місті нудьга поселиться; Марення липневої ночі; Той хто осідлав блискавку; Епілог: [проза]. Холодний Яр. 2005. № 4. С. 171–197.
12. Кикоть, Валерій. Тексти на піску: Чоловік із калькулятором; Те, що було не зі мною; Коли ти думаєш що на тебе ніхто не дивиться; Голос мовчання; Тексти на піску; Стара фотокарточка; Прожити чесно; „Чий вона ворог…”; Через подих повітря холодний; Ми те, що ми їмо; Центр всевіту; Наша з тобою розмова; Я люблю всі кольори; Цей світ придумано для нас; „стоїмо на майданах…”; „під вією в тебе сльоза…”; Жовта кульбаба; „мій костюм намок…”; Хто править світом; „Все так само іду…”; „Сизі хмари червоним вогнем налились…”; „Знов субота сумна і похмура…”; 31 серпня; „Вулиця темна, сліпі ліхтарі…”; „Пройде негода…”: [вірші]. Холодний Яр. 2005. № 1. С. 183–187.
13. Кикоть, Валерій. Замальовки з дощем: Василь; Кавун; Білий кінь Апокаліпсису; Наталі; Змія; День народження; Священник; Щастя; Шейн; Мета життя; Губерт; Друг; Капітан; Зупинка; Більярд; Сніг помирає на землі; Упокорення; Епілог: [проза]. Холодний Яр. 2004. № 2. С. 194–213.
14. Кикоть, Валерій. Квітка у вогні; „О, як же в тебе увійти…”; „Збагну я десь перед кінцем…”; „Я здається, ніколи іще не бував…”; „Ніщо не варте хвилювання…”: [вірші із збірки „Квітка в огні”]. Місто. 2003. 19 черв. С. 12.
15. Кикоть, Валерій. Квітка у вогні: „Поясни мені, Боже, засніжену даль…”; „Не те, щоб я Вами був хворим…”; „Ніщо не варте хвилювання…”; „Світ – це дзеркало…”; „Зів’яли айстри на столі…”; „О, як же в тебе увійти…”; Квітка у вогні; „не будьте всюдисущі люди…”; „тільки людині часом незмога…”; „остерігайтеся мізерних…”; „Отак я, мабуть, і спалюсь…”; „Тисну руку щоранку, бо мушу…”; „Сплять мої друзі в цинкових гробах…”; „Дівчино із пляшкою вина…”; „Життя і смерть – я їх вже не боюсь…”; „Я, здається, ніколи іще не бував…”: [вірші]. Холодний Яр. 2003. № 2. С. 193–198.
16. Кикоть, Валерій. „Поясни мені, Боже…”; „Зів’яли астри на столі…”; „Я, здається, ніколи іще не бував…”; „Я б не тратив життя!...”; „Любов в тобі й навколо теж…”; „А годинник все б’є…”; „Яка красива ніч…”; „Вернувся на землю я знов…”: [вірші із зб. „Сніг помирає на землі”]. Нова Доба. 2003. 25 груд. С. 9.
17. Кикоть, Валерій. Симфонія життя і неба…: „Не спи, не спи, душа моя…”; „Україно, сива моя Русь…”; „Я витяг зернятко просте…”: [вірші]. Азот. 2003. 8 трав. С. 4.
18. Кикоть, Валерій. У глибинах дум і медитацій: „Любов в тобі й навколо теж…”; „Де б сміливості взяти мені…”; „Вже тебе не кличу, не чекаю…”; „Відпущу я бороду і вуса…”; „Не ношу я злоби ні на кого…”; „Сміявся дощ, у літні бив цимбали…”; „Як хочеться спокійною рікою…”; „Ми родом із снігів…”; „Перегорить, уляжеться, втрясеться…”; „В переднебесній рождений імлі…”; „Нам гулялося десь проти ночі…”; „Акація, троянди і жасмин…”; „Давай поділимо на двох…”; „і я ходив по цій землі…”: [вірші]. Холодний Яр. 2003. № 4. С. 115–119.
19. Кикоть, Валерій. Лірика душі: „упала зірка мов сліпуча квітка…”; „Ваші очі, мов айстри вечірні…”:[вірші]. Сільські обрії. 2002. 27 груд. С.4.
20. Кикоть, Валерій. Плин світлої ріки: „Коли в травні дзюркочуть талі води…”; „Чи стане сил зламать себе й зачать?...”; „Він вкотре дав мені життя…”; „попроси всім серцем…”; „Не ранять вже палкі кохання стріли…”; Дівчині;  „Ох, друже, не відати б краще…”; Метаморфози; „Може здамся нещирим і диким…”; „Я пам’ятаю ту весну…”; „якщо тобі іноді здається…”; „Сонце по Каспію котиться низько…”; „Життя, брати, багатолике…”; „Один аспект мого життя…”; „колись мій натхненний нащадок…”: [вірші; коротка біогр. довідка]. Дзвін. 2002. № 3. С. 17–18.
21. Кикоть, Валерій. Україно, сива моя Русь: „Мені приснився талий сніг…”; „є люди тут і там і всюди…”; „Наша путь – океан різноликий…”; Сніжинка; „Не ранять вже палкі кохання стріли…”; „Щось і в мене було…”; „Україно, сива моя Русь…”: [вірші]. Холодний Яр. 2002. № 10. С. 217–221.
22. Кикоть, Валерій. Зі збірки „Один аспект мого життя”: „Я наблукався по землі…”; „Перегорить, уляжеться, втрясеться…”; Зі збірки „Королева дощу”: „Ваші очі, мов айстри вечірні…”: [вірші]. Нова Доба. 2001. 3 груд. С. 6.
23. Кикоть, Валерій. „Ми родом зі снігів, що вороття…”: [вірш]. Нова Доба. 2001. 4 груд. Літ. ст. С. 8.
24. Кикоть, Валерій. Наша путь – океан різноликий: „Щось і в мене було…”; „Україно, сива моя Русь…”; „Наша путь – океан різноликий…”; „Не спи, не спи, моя душа…”; Слова: [вірші]. Нова Доба. 2001. 20 берез. Літ. ст. С. 3.
25. Кикоть, Валерій. Істину шукаючи у слові…: „Коли в траві дзюркочуть талі води…”; „Спочину не знаючи і ліні…”; Осінній гість; Метаморфози; „Не ранять вже палкі кохання стріли…”; „Про що мовчиш, могутній лісе…”; „Кулі звук в повітрі п’яно висне…”; „Снігу вкинуло нівроку…”; „Життя, брати, багатолике…”: [вірші]. Сова. 2000. № 34. С. 35–36.
26. Кикоть, Валерій. Сніжинка; „сонце сходить і починається ще один день…”; „Я наблукався по землі…”; „Коли в траві дзюркочуть талі води…”: [вірші]. Молодь Черкащини. 2000. 2 берез. С. 8.
27. Кикоть, Валерій. Словничок-жартівничок; Анекдоти від „Вишняка”: [гумор]. Літературна Україна. 1999. 2 груд. С. 8.
28. Кикоть, Валерій. Балада про банкіра: [вірш]. Молодь Черкащини.1998. 17 жовт. С. 6.
29. Кикоть, Валерій. Біль: Тополі; Бах; Запах свіжого хліба; Свобода; „Як добре напитися чаю…”; „Сьогодні вранці…”; Поезія; Біль; Молитва; Що ми знаємо про любов?; „Думок в безлітерному слові…”; „дивись не жалій очей…”; „Моя засмучена богине…”; Слова; „Забуваю потроху біду…”; Остання поема тобі; Що таке болото?; Дощ; „Груддя літ під темною габою…”; Я хочу; Так само; Осінь; „Самітність спершу, потім вже самотність…”; Десять переваг самотності; „Живу як всі я…”; Переклади: [вірші]. Холодний Яр. 1997. № 6. С. 17–24.
30. Кикоть, Валерій. Промені самотності: Молитва; „Підняти погляд дай поверх корита…”; „Думок в безлітерному слові…”; Слова: [вірші]. Черкаський край. 1997. 11 черв. С. 7.
31. Кикоть, Валерій. Молитва; „Підняти погляд дай поверх корита…”; „З буття узята з похибкою мірка…”; „Думок в безлітерному слові…”; „Вам кажуть правду…”; „Марево вогненне покриває дні…”; „дивись не жалій очей…”; „Ми маєм все, чого просили…”; Поезія: [вірші]. Місто. 1996. 9 лют. С. 10.
32. Кикоть, Валерій. На спочин Станіслава Губаря: [вірш]. Молодь Черкащини.1996. 24 серп. С. 9.
33. Кикоть, Валерій. Сни: [вірш]. Місто. 1996. 5 січ. С. 9.
34. Кикоть, Валерій. Я омрію тебе: [вірш]. Місто. 1996. 7 берез. С. 9.
35. Кикоть, Валерій. „Моя засмучена богине…”; „Думок в безлітерному слові…”; „дивись не жалій очей…”; Поезія; Молитва; Що знаємо ми про любов; Я хочу; „Не можу йти…”; Афганець; „Тремтить душа, мов цвіт на попелищі…”; „Вогнем очищення душі…”; „Твори себе у ширину і в вись…”; „На кухні посуд чистий аж рипить…”; „Дай мені Боже згадати і записати…”; „…білокамінна хата – розкішний дім…”; „Було і в мене вдосталя причин…”; „Де всім так порожньо й так тісно…”; „З буття узята з похибкою мірка…”: [вірші]. Літературна Україна. 1995. 24 серп. С. 4.
36. Кикоть, Валерій. „Я милуюсь, бо маю очі…”; „Не питай „як довго?”…”; Афга- нець; „З зерна простого хліб росте…”: [вірші]. Сільські обрії. 1994. 17 груд. С. 4.
37. Kykot, W. M. „W paradoksie jest piekno…”; „Znowu sobota smutra i chmurna…”: [вірші]. JEDNODNIOWKA LITERACKA. 2007. 28 maja. С. 6. (Бидгощ, Польща).
38. Кикоть, Валерій. Вірші. Криничка : антологія творів письменників Черкащини для дітей та юнацтва. Черкаси : Видавець Ю. Чабаненко, 2009. У 2-х томах. Т. 2. С. 272–276.
39. Кикоть, Валерій. Думки та аферизми. Дніпро. 2009. № 12. С. 165.
40. Кикоть, Валерій. Думки та аферизми. Дніпро. 2009. № 10. С. 18, 46.
41. Кикоть, Валерій. Біля кав’ярні; Сніжинка. Дніпро. 2010. № 1. С. 133.
42. Кикоть, Валерій. Галерея облич (есе про все). Дніпро. 2011. № 2. С. 22–32.
43. Кикоть, Валерій. І серця зойк, і рух нової думки (нові поезії). Холодний Яр. 2011. № 1. С. 128–143.
44. Кикоть, Валерій. Коротка біографія. Поезії. Холодний Яр. 2012. № 2. Книга 1. С. 210–224.
45. Кикоть, Валерій. Роберт Фрост і його поезія. Роберт Фрост в перекладі Валерія Кикотя. Хортиця. – Запоріжжя, 2014. № 1. – С. 67–70.
46. Кикоть, Валерій. Жовта кульбаба, 31 серпня. Холодний Яр. 2014. № 1. С. 163.
47. Кикоть, Валерій. Переклади, лірика (Джеймс Дікі, Аллен Ґінсберґ, Робінсон Джефферс, Рендал Джарел, Едґар Лі Мастерс, Карл Сенберґ, Теодор Ретке). Холодний Яр. 2014. № 2. С. 239–251.
48. Кикоть, Валерій. Думки. Вечірні Черкаси, 2017. № 13. 29 березня. С. 19.
49. Кикоть, Валерій. Думки. Вечірні Черкаси, 2017. № 14. 5 квітня. С. 19.
50. Кикоть, Валерій. Думки. Вечірні Черкаси, 2017. № 15. 12 квітня. С. 19.
51. Кикоть, Валерій. Жив був я. Холодний Яр. 2016. № 1. С. 117–151.
52. Кикоть, Валерій. Тече ріка мого життя. Холодний Яр. 2016. № 2. С. 112–131.
53. Кикоть, Валерій. Думки. Холодний Яр. 2018. № 2. С. 179–186.
54. Кикоть, Валерій. Афоризми про книгу та читання. 2300 вибраних мудрих думок про книгу і читання / упоряд. Г. М. Голиш. Черкаси : Вертикаль, 2018. С. 124.
55. Кикоть, Валерій. Еклектика страху. Холодний Яр. № 1 (62). Черкаси, 2021. С. 231–253.
56. Кикоть, Валерій. «Календар любові» Юрія Іздрика. Холодний Яр. № 1 (62). Черкаси, 2021. С. 310–311.
57. Kikot, Walery. Nie wiem. Jakie bedzie jutro. Nie zywie zlosci do nikogo. Moj zawsze niezawodny brzeg. Muzy nad Brda i Dnieprem. Instytut Wdawniczy “SWIADECTWO”, Bydgoszcz, 2022. S. 51–52.
58. Кикоть, Валерій. «Пройти сміливо і зухвало…». Українська літературна газета, 2023. Квітень. https://litgazeta.com.ua/poetry/valerij-kykot-projty-smilyvo-i-zukhvalo/
59. Кикоть, Валерій. Еклектика страху. Проза. Літературна Україна. № 17-18. 29 вересня 2023 р. С. 14.
60. Кикоть, Валерій. Дві іпостасі Євгена Барана. Хвиля Десни. 3 грудня, 2023. URL: https://hvilya.com/news/culture/dvi-ipostasi-yevgena-barana.html
61. Кикоть, Валерій. Літературні мікропортрети (з денникових записів). Холодний Яр. № 1 (64) 2023. С. 184–206.
62. Кикоть, Валерій. Крила і зорі Катерини Вербівської. Холодний Яр. № 1 (64) 2023. С. 265–269.
63. Кикоть, Валерій. Літературні мікропортрети (з денникових записів). Продовження. Холодний Яр. № 1 (64) 2023. С. 151–167.
64. Кикоть, Валерій. Я віддавна живу у раю… : поезії. Олександрійський маяк. Випуск № 4 (6). Кропивницький – Харків, 2024. С. 86–90.
65. Кикоть, Валерій Чесні вірші. Середмістя. № 52. 24 серпня, 2024 року. URL: http://chas-time.com.ua/liudyna/seredmistia-52.html
66. Кикоть, Валерій Генії і графомани. Хвиля Десни. 27 жовтня 2024 р. URL: https://hvilya.com/news/culture/geniyi-i-grafomany.html#more-40972
67. Кикоть, Валерій. Перлини світової класики. Роберт Фрост. Переклади. Наука і суспільство. Жовтень, 2024 р. С. 59–61.
68. Кикоть, Валерій Генії і графомани. Українська літературна газета. Ч. 11 (367), листопад 2024. С. 14–15.
69. Кикоть, Валерій. Прозові рефлексії. Мемуари. Щоденники. Холодний Яр. № 2 (67) 2024. С. 156–196.
70. Kykot, Walerij. Plac szkolny, majowy poranek. W polsko-ukrainskim poetyckim kregu. Bydgoszcz – Czerkasy. Instytut Wdawniczy “SWIADECTWO”, Bydgoszcz, 2025. S. 55. 

### Популяризація України
1. Кикоть, Валерий. Взаимоотношения Украины с Азербайджаном: для их развития имеется большой потенциал у обеих республик. Зеркало. 2001. 17 февр. С. 1.
2. Кикоть, Валерій. Погляд з Баку на українську енергетику. Політика і культура. 2001. № 16 (трав.). С. 26–28.
3. Кикоть, Валерій. Українська перспектива транспортування каспійських енергоносіїв. День. 2001. 3 квіт. С. 5.
4. Кикоть, Валерий. Девятая годовщина независимости: за истекший период Украина добилась больших достижений в политике и экономике: [ст. в азербайдж. газете, в т.ч. о связях Черкасщины с Азербайджаном]. Зеркало. 2000. 1 сент. С.  4.
5. Окно в мир: [интервью с генеральным менеджером совместного азербайджано-американского предприятия „В&В TV Communicaton” В. М. Кикотем] / Интервью Самира Новрузова; В. М. Кикоть. Biznes Baki [Бизнес Баку]. 2000. 24 апр. С. 42–43.
6. Кикоть, Валерий Спутниковая тарелка или «В&В ТV»?: [о преимуществах азербайджанско-американского предпринимательства]. CAPITAL. 1998. № 6. С. 13.
7. Кикоть, Валерій. Америка – Україні: [про Укр.-амер. асоціацію обмінів у галузі освіти]. Черкаси.1995. 10 лют. С. 7.
8. Кикоть, Валерій. Від екології природи до екології душі: [амер. компанії сприяють втіленню в Черкасах проектів з очищення води]. Місто. 1995. 22 груд. С. 10.
9. Кикоть, Валерій. Захід нам допоможе… якщо самі щось робитимемо: [віце-президент Укр.-амер. асоціації обмінів у галузі освіти В. Кикоть розповідає про діяльність асоціації, в т.ч. і в Черкасах]. Черкаси. 1994. 30 верес. С. 2.
10. Кикоть, Валерій. Америка–Україна: співробітництво освітян: у Черкасах розмістився головний офіс Укр. представництва Укр.-амер. асоціації обмінів у галузі освіти. Черкаський край. 1993. 29 лип. С. 5.
11. Дорошина, Лілія. За черкаську екологію взялася ООН: [з ініціативи В. Кикотя до Черкас завітали представники компанії Міжнародні Екологічні Розробки та ЮНІДО, які розробили проекти по очищенню води]. Молодь Черкащини. 1995. 9 груд. С. 3.
12. Грушко, Ігор. Не лише на словах: ініціативи: [про Укр.-амер. асоціацію обмінів у галузі освіти; офіс асоціації відкрито в Черкасах, очолив віце-президент організації Валерій Кикоть]. Голос України. 1993. 9 лип. С. 9.
13. Kikot, Valery. Azerdaijan-Ukraine Relations: A closer look. Baku Sun. 2000. 17 March. P. 1.
14. Kikot, Valery. B&B TV expanding. Baku Sun. 2000. 4 February. Р. 14.

### Публікації перекладів
1. Кикоть, Валерій. Вірші. Переклади. Черкаси: Сіяч, 1994. 104 с.
2. Кикоть, Валерій. Промені самотності. Поезії, переклади. Черкаси: Сіяч, 1998. 136 с.
3. Кикоть, Валерій. Сніг помирає на землі. Поезії, переклади, проза. Черкаси: Брама, 2004. 160 с.
4. Кикоть, Валерій. Квітка у вогні. Поезії, переклади, проза. Черкаси: Брама-Україна, 2007. 504 с.
5. Кикоть, Валерій. 25 американських поетів у перекладі Валерія Кикотя. Черкаси: видавець Чабаненко Ю., 2016. 159 с.
6. Кикоть В. М. Американська поезія у перекладах Валерія Кикотя. Київ: Кондор, 2020. 180 с.
7. Роберт Фрост в українських перекладах / упорядник, перекладач, автор передмови та коментарю Валерій Кикоть. Київ: Кондор, 2021. 360 с.
8. Кикоть, Валерій. Переклади: Г. У. Лонгфелло, Е. А. По, У. Уітмен, Е. Дікінсон, Е. Сент-Вінсент Міллей, У. Хью-Оден. Літературна Україна. Київ, 1998. 17 груд. С. 4.
9. Фрост, Роберт. Пасовисько; Вогонь і лід; Піщані дюни; В себе; Зорі; Необрана дорога; На занедбаному кладовищі; Зупинка в лісі засніженим вечором; Біль уві сні; Прости, о Господи…; Ноша; Збираючи листя / пер. з англ. В. Кикотя. Холодний Яр. Черкаси, 2007. № 1. С. 121–126.
10. Робінсон, Едвін Арлінгтон. Річард Корі / пер. з англ. В. Кикотя. Прес-Центр. Черкаси, 2005. 31 серп. С. 9.
11. Кикоть, Валерій. Переклади: Карл Сендберг; Уолес Стівенс; Уістон Х’ю Оден; Джеймс Меріл; Лерой Джонс; Роберт Хейден; Роберт Крілі; Сільвія Плат; Едвін Арлінгтон Робінсон; Роберт Фрост. Холодний Яр. Черкаси, 2004. № 3. С. 288–294.
12. Кикоть, Валерій. Переклади: Едгар Алан По, Генрі Уодсуорд Лонгфелло, Уолт Уітмен, Емілі Дікінсон, Една Сент-Вінсент Мілей, Роберт Пен Уоррен, Уистан Хью Оден, Деніз Левертов. Холодний Яр. Черкаси, 1997. № 6. С. 21–24.
13. Роберт Фрост в перекладі Валерія Кикотя. Хортиця. Запоріжжя, 2014. № 1. С. 69–70.
14. Кикоть, Валерій. Переклади, лірика (Джеймс Дікі, Аллен Ґінсберґ, Робінсон Джефферс, Рендал Джарел, Едґар Лі Мастерс, Карл Сендберґ, Теодор Ретке). Холодний Яр. Черкаси, 2014. № 2. С. 239–251.
15. По, Едгар Алан. Ельдорадо / пер. з англ. В. Кикотя. Літературна Україна. Київ, 2015. № 18. С. 3.
16. Кикоть, Валерій. Переклади: Е. Дікінсон, Е. Сент-Вінсент Міллей, В. Хью-Оден. Літературна Україна. Київ, 2019. № 41-42. 7 лис. С. 16.
17. Кикоть, Валерій. Перлини світової класики. Роберт Фрост. Переклади. Наука і суспільство. Жовтень, 2024 р. С. 59–61.

### Основні наукові публікації
1. Кикоть В. М. Образна матриця та переклад поезії: монографія. Черкаси: Видавець Чабаненко Ю. А., 2020. 632 с.
2. Кикоть Валерій. Звукосимволіка, підтекст і переклад. Вісник Черкаського національного університету імені Богдана Хмельницького. Серія Філологічні науки. Черкаси, 2010. Випуск 178. С. 27–31.
3. Кикоть Валерій. Перегукування як засіб формування підтексту в оригіналі й перекладі поетичного твору. Новітня філологія. Миколаїв: Вид-во ЧДУ ім. Петра Могили, 2010. Вип. 15 (35). С. 183–195.
4. Кикоть В. М. Засоби творення підтексту поетичного твору та відтворення його у перекладі. Гуманітарний вісник Черкаського державного технологічного університету. Серія Іноземна філологія. Черкаси: ЧДТУ, 2010. Число 16. Частина 2. С. 103–109.
5. Кикоть В. М. Деякі засоби творення підтексту поетичного твору та їх переклад. Вісник Харківського національного університету імені В. Н. Каразіна. Серія Романо-германська філологія. Методика викладання іноземних мов. Харків, 2010. Випуск 61. № 896. С. 196–202.
6. Кикоть В. М. Риторичне питання, підтекст та переклад. Філологічні трактати. Науковий журнал. Суми: Вид-во СумДУ, 2010. Том 1. № 3–4’2009. С. 82–86.
7. Кикоть Валерій. Цитата у формуванні та перекладі підтексту. Studia Methodologica. Альманах Тернопільського національного педагогічного університету імені Володимира Гнатюка. Тернопіль: РВВ ТНПУ ім. В. Гнатюка, 2010. Випуск 30. С. 109–112.
8. Кикоть В. М. Дистантний повтор як засіб творення та перекладу поетичного підтексту. Лінгвістика: збірник наукових праць Луганського національного університету імені Тараса Шевченка. Луганськ: ДЗ «ЛНУ ім. Т. Шевченка», 2010. № 3 (21). С. 112–119.
9. Кикоть В. М. Контекст та перекладацька інтерпретація поетичного підтексту. Новітня філологія. Миколаїв: Вид-во ЧДУ ім. Петра Могили, 2012. Випуск 41. С. 179–189.
10. Кикоть В. М. Поетичний твір як макрообраз та його переклад. Вісник Харківського національного університету імені В. Н. Каразіна. Серія Романо-германська філологія. Методика викладання іноземних мов. Харків, 2012. Випуск 69. № 1002. С. 153–162.
11. Кикоть Валерій. Семантична ієрархія поетичного твору та переклад. Вісник Черкаського національного університету імені Богдана Хмельницького. Серія Філологічні науки. Черкаси, 2012. № 40 (253). С. 134–139.
12. Кикоть В. М. Переклад іронії як основи поетичного підтексту. Вісник Харківсьеого національного університету імені В. Н. Каразіна. Серія Романо-германська філологія. Методика викладання іноземних мов. Харків, 2012. Випуск 72. № 1023. С. 218–224.
13. Кикоть Валерій. Роберт Фрост: життя, поезія та українські переклади. Слово і Час. Науково-теоретичний журнал. Національна академія наук України. Інститут літератури імені Т. Г. Шевченка. Київ, 2012. № 11 (623). С. 34–52.
14. Кикоть В. М. Переклад як трансформація образної структури віршового твору. Філологічні трактати. Науковий журнал. Суми: Вид-во СумДУ, 2012. Том 4. № 4’2012. С. 35–41.
15. Кикоть В. М. Сучасне перекладознавство та поетичний переклад. Вісник Черкаського національного університету імені Богдана Хмельницького. Серія Філологічні науки. Черкаси, 2012. № 27 (240). С. 9–14.
16. Кикоть В. М. Ідіолектна символіка, підтекст та переклад. Лінгвістика: збірник наукових праць Луганського національного університету імені Тараса Шевченка. Луганськ: ДЗ «ЛНУ ім. Т. Шевченка», 2012. № 3 (27). Частина І. С. 23–40.
17. Кикоть Валерій. Затекстна інформація та переклад поетичного підтексту. Studia Methodologica. Теорія літератури і гуманітарні студії: науковий збірник Тернопільського національного педагогічного університету імені В. Гнатюка. Тернопіль: РВВ ТНПУ ім. В. Гнатюка, 2013. Випуск 34. С. 305–317.
18. Кикоть В. М. Суть підтексту і суміжних понять, релевантних для перекладу. Вісник Черкаського національного університету імені Богдана Хмельницького. Серія Філологічні науки. Черкаси, 2013. № 5 (258). С. 12–35.
19. Кикоть В. М. Асоціація, поетичний підтекст і переклад. Вісник Харківського національного університету імені В. Н. Каразіна. Серія Романо-германська філологія. Методика викладання іноземних мов. Харків, 2013. Випуск 73. № 1051. С. 159–171.
20. Кикоть В. М. Підтекстовий образ, символ та переклад. Філологічні трактати. Науковий журнал. Суми: Вид-во СумДУ, 2013. Том 5. № 2’2013. С. 43–57.
21. Кикоть Валерій. Упорядкування поетичних творів, підтекст та переклад. Вісник Львівського університету. Серія іноземні мови. Львів, 2013. Вип. 21. С. 245–257.
22. Кикоть В. М. Варіативність перекладів та образна адекватність. Вісник Черкаського національного університету імені Богдана Хмельницького. Серія Філологічні науки. Черкаси, 2013. № 7 (260). С. 71–87.
23. Кикоть В. М. Неперекладність поезії: міф чи реальність? Вісник Черкаського національного університету імені Богдана Хмельницького. Серія Філологічні науки. Черкаси, 2017. № 2.2017. С. 51–67.
24. Кикоть В. М. Ідіостиль автора в художньому перекладі. Вісник Черкаського національного університету імені Богдана Хмельницького. Серія Філологічні науки. Черкаси, 2018. № 2.2018. С. 21–34.
25. Кикоть В. М. Семантика метра й ритму в перекладознавчій перспективі. Вісник Черкаського національного університету імені Богдана Хмельницького. Серія Філологічні науки. Черкаси, 2019. № 1.2019. С. 14–29.
26. Кикоть В. М. Перевод имени как средства создания подтекста. Оралдын Гылым Жарщысы. Научно-теоретический и практический журнал. Серия: Педагогические науки. Филологические науки. Орал капасы (Казахстан): ЖШС «Уралнаучкнига», 2013. № 7 (55). С. 101–110.
27. Kykot Valeriy. Untranslatable Implied Sense. Nauka i Studia. Pedagogiczne nauki. Psychologia I socjologia. Filologiczne nauki. Przemysl, 2013. NR 11 (79). S. 121–126.
28. Кикоть В. М. Жест, мимика… подтекст и перевод. Современный научный вестник. Научно-теоретический и практический журнал. Серия: История. Педагогика. Филология. Белгород: Руснаучкнига, 2013. № 10 (149). С. 83–90.
29. Кикоть В. М. Заглавие, поэтический подтекст и перевод. Иностранные языки в высшей школе. Рязанский государственный университет имени С. А. Есенина. Рязань, 2013. Выпуск 1 (24). С. 39–45.
30. Кикоть В. М. Многозначность слова, поэтический подтекст и перевод. Современный научный вестник. Научно-теоретический и практический журнал. Серия Филологические науки. Психология и социология. Белгород: Руснаучкнига, 2013. № 22 (161). С. 27–41.
31. Кикоть В. М. Аллюзивный подтекст и перевод. Иностранные языки в высшей школе. Рязанский государственный университет имени С. А. Есенина. Рязань, 2013. Выпуск 2 (25). С. 24–33.
32. Кикоть В. М. Полисемия, подтекст и перевод. Вестник Центра Международного Образования Московского государственного университета. Филология. Культурология. Педагогика. Методика.. Москва: Изд-во «Центр международного образования МГУ им. М. В. Ломоносова», 2013. № 4. С. 83–89.
33. Кикоть В. М. Формообразующие средства поэтического выражения, подтекст и перевод. Вестник Московского университета.. Серия 22. Теория перевода. Москва: Изд-во Московск. ун-та, 2014. № 1. С. 84–106.
34. Кикоть В. М. Воссоздание семантико-стилистической функции металогической части текста как одного из компонентов образной целостности подлинника в переводе. Функциональные и семантические корреляции языковых единиц: тезисы всесоюзной конференции, 17–19 апр. 1990 г. КГУ им. Т. Г. Шевченко. Киев, 1990. С. 215–216.
35. Кикоть В. М. Про оцінку та метод перекладу. Социально-экономические и научно-технические проблемы развития народного хозяйства: тезисы докладов областной научно-технической конференции, 17–19 окт. 1990 г. Черкасский филиал Киевского политехнического института. Черкассы, 1990. Ч. 2. С. 9–10.
36. Кикоть Валерій. Натяк як багатоступеневий прийом у творенні та перекладі підтексту поетичного твору. Соціокультурні та етнолінгвістичні проблеми галузевого перекладу в парадигмі євроінтеграції: матеріали III міжнародної науково-практичної конференції, 2–3 квіт. 2010 р. Національний авіаційний університет. Київ: Аграр Медіа Груп, 2010. С. 172–176.
37. Кикоть Валерій. Підтекст поетичного твору та його переклад. Формула компетентності перекладача: матеріали міжнародної науково-методичної конференції, 24 бер. 2010 р. Національний технічний університет України «Київський політехнічний інститут». Київ: НТУУ «КПІ», 2010. С. 24–26.
38. Кикоть В. М. Звукосимволіка та переклад. Наука – 2010: Проблеми та перспективи розвитку. Актуальні проблеми перекладу: матеріали всеукраїнської науково-практичної конференції, 22–23 квіт. 2010 р. Східноєвропейський університет економіки і менеджменту. Черкаси, 2010. С. 124–125.
39. Кикоть В. М. Повтор у творенні та перекладі підтексту. Економіка та менеджмент підприємництва в параметрах національної економічної моделі України та в умовах глобалізації. Секція 6. Актуальні проблеми перекладу: збірник тез доповідей міжнародної наукової конференції, 14–15 квіт. 2011 р. СУЕМ. Черкаси, 2011. С. 143–144.
40. Кикоть В. М. Прикладні аспекти та проблеми сучасного перекладознавства. Актуальні проблеми перекладознавства, зарубіжної літератури. Педагогічні студії: збірник тез доповідей міжвузівської науково-практичної конференції, 28 бер. 2012 р. СУЕМ. Черкаси, 2012. С. 9–11.
41. Кикоть В. М. Художній текст та його переклад. Методологічні та практичні аспекти менеджменту в параметрах національної економічної моделі. Секція 9. Теорія і практика перекладу, методика викладання іноземних мов: міжнародна науково-практична конференція, 12–13 квіт. 2012 р.: тези доповідей. Черкаси: СУЕМ, 2012. С. 222–223.
42. Кикоть В. М. Модель перекладу та образна домінанта. Проблеми формування систем управління в умовах глобалізації: теорія, методологія, практика. Секція 10. Теорія і практика перекладу, методика викладання іноземних мов у ВНЗ: міжнародна науково-практична конференція, 18–19 квіт. 2013 р.: збірник тез доповідей. Черкаси: СУЕМ, 2013. С. 228–230.
43. Кикоть В. М. Перекладацька модель чи матриця?. Achievement of High School – 2014: материали за Х международна научна практична конференция, 17–25 November 2014. Филологични науки. София: «Бял ГРАД-БГ» ООД, 2014. Т. 12. С. 78–80.
44. Кикоть В. М. Поетичний переклад – творчість і наука. Trends of Modern Science – 2015: materials of the XI International Scientific and Practical Conference, May 30 – June 7, 2015. Philological Sciences. Sheffield, UK: Science and Education Ltd., 2015. Vol. 15. P. 32–33.
45. Кикоть В. М. Звукова семантика та поетичний переклад. Fundamental and Applied Science – 2016: materials of the XII International Scientific and Practical Conference, October 30 – November 7, 2016. Philological Sciences. Sheffield, UK: Science and Education Ltd., 2016. Vol. 5. P. 56–58.
46. Кикоть В. М. Індивідуальний стиль автора та поетичний переклад. Актуальні проблеми сучасного перекладознавства: збірник матеріалів всеукраїнської науково-практичної конференції, 30 травня 2018 р. Черкаси: ЧНУ ім. Б. Хмельницького, 2018. С. 14–24.
47. Кикоть Валерій. Інтонаційна образність та переклад. Міжкультурна комунікація і перекладознавство: точки дотику та перспективи розвитку: збірник тез  II міжнародної науково-практичної конференції, 15 березня 2019 року. ДВНЗ «Переяслав-Хмельницький державний педагогічний університет імені Григорія Сковороди». Переяслав-Хмельницький, 2019. С. 114– 118.
48. Кикоть В. М. Рима та переклад. Романо-германські мови у контексті неперервної освіти: збірник тез всеукраїнської науково-практичної конференції, 18 квітня 2019 року. ЧНУ ім. Б. Хмельницького. Черкаси: Видавець ФОП Нечитайло О. Ф., 2019. С. 110–117.
49. Kykot Valeriy. Untranslatable in Translation. Workshop Proceedings: EU Cross-Border Cooperation Activities and Governance of its Eastern Neighbourhood, November 22, 2019: збірник матеріалів міжнародного семінару (англ. мова). Черкаси, 2019. С. 41–44.
50. Кикоть В. М. Прост ли Фрост? Теория и практика перевода: республиканский межведомственный научный сборник. Киев: Вища школа, 1987. Вып. 14. С. 77–81.
51. Кикоть В. М. Першотвір і множинність перекладів. Теорія і практика перекладу: республіканський міжвідомчий науковий збірник. Київ: Вища школа, 1992. Вип. 18. С. 41–54.
52. Кикоть В. М. Підтекст як вимір макрообразу. Вісник Київського університету. Історико-філологічні науки. Київ: Либідь, 1992. Вип. 5. С. 78–84.
53. Кикоть Валерій. Від перекладача (Про поезію Роберта Фроста). Валерій Кикоть. Вірші. Переклади. Черкаси, 1994. С. 72–73.
54. Кикоть Валерій. Підтекст як образна домінанта в художньому перекладі. Вісник Черкаського національного університету імені Богдана Хмельницького. Серія Філологічні науки. Черкаси, 2005. Вип. 76. С. 5–7.
55. Кикоть Валерій. Рецептивний контекст як фактор впливу на вірність декодування підтексту поетичного твору. Вісник Черкаського національного університету імені Богдана Хмельницького. Серія Філологічні науки. Черкаси, 2006. Вип. 86. С. 15–31.
56. Кикоть Валерій. Роберт Фрост і його поезія. Холодний Яр. Черкаси, 2007. № 1. С. 118–120.
57. Кикоть Валерій. Багатовекторний підтекст і його відтворення у перекладі. Вісник Черкаського національного університету імені Богдана Хмельницького. Серія Філологічні науки. Черкаси, 2007. Вип. 107. С. 13–18.
58. Кикоть В. М. Поезія Роберта Фроста та її українські переклади. Лінгвістика XXI століття: нові дослідження і перспективи. НАН України. Центр наукових досліджень і викладання іноземних мов; / редкол. А. Бєлова (голов. ред.) та ін. Київ: Логос, 2008. С. 155–186.
59. Кикоть В. М. Інтонація, ритм та інші формотворчі засоби у творенні та відтворенні підтексту. Прикарпатський вісник Наукового Товариства імені Шевченка. Слово. Івано-Франківськ, 2008. № 2 (2). С. 234–248.
60. Кикоть Валерій. Неперекладний підтекст. Вісник Черкаського національного університету імені Богдана Хмельницького. Серія Філологічні науки. Черкаси, 2009. Вип. 168. С. 158–162.
61. Кикоть В. М. Іронія у підтексті й мовному перекладі. Прикарпатський вісник Наукового Товариства імені Шевченка. Слово. Івано-Франківськ, 2009. № 2 (6). С. 46–55.
62. Кикоть Валерій. Ім’я як підтекстоутворювальний чинник та перспективний об’єкт перекладознавства. Studia Methodologica. Альманах Тернопільського національного педагогічного університету імені Володимира Гнатюка. Тернопіль: Редакційно-видавничий відділ ТНПУ ім. В. Гнатюка, 2009. Випуск 29. С. 104–107.
63. Кикоть В. М. Алюзія у творенні та перекладі поетичного підтексту. Вісник Харківського національного університету імені В. Н. Каразіна. Серія Романо-германська філологія. Методика викладання іноземних мов. Харків, 2009. Випуск 60. № 867. С. 126–131.
64. Кикоть В. М. Багатозначність слова як засіб творення підтексту поетичного твору та відтворення його в перекладі. Лінгвістика: збірник наукових праць Луганського національного університету імені Тараса Шевченка. Луганськ: ДЗ «ЛНУ ім. Тараса Шевченка», 2009. № 1 (16). С. 122–132.
65. Кикоть В. М. Паралінгвізми, підтекст і переклад. Філологічні трактати. Науковий журнал. Суми: Вид-во СумДУ, 2009. Том 1. № 1’2009. С. 51–53.
66. Кикоть Валерій. Роль асоціації у творенні та перекладі підтекстового образу поетичного твору. Studia Methodologica. Альманах Тернопільського національного педагогічного університету імені Володимира Гнатюка. Тернопіль: Редакційно-видавничий відділ ТНПУ ім. В. Гнатюка, 2009. Випуск 28. С. 28–39.
67. Кикоть Валерій. Роль заголовка у підтексті та перекладі поетичного твору. Новітня філологія. Миколаїв: Вид-во ЧДУ ім. Петра Могили, 2009. Вип. 13 (33). С. 132–141.
68. Кикоть Валерій. Символ у творенні та перекладі підтексту поетичного твору. Вісник Черкаського національного університету імені Богдана Хмельницького. Серія Філологічні науки. Черкаси, 2009. Вип. 159. С. 14–38.
69. Кикоть В. М. Декодування та відтворення підтексту як складника поетичного макрообразу (на матеріалі поезії Роберта Фроста та її перекладів) : дис. на здобуття наук. ступеня канд. філол. наук : спец. 10.02.16 –  перекладознавство; Київ. нац. ун-т ім. Тараса Шевченка. Київ., 2009. 218 с.
70. Кикоть В. М. Макрообраз поетичного твору в перекладі: дис. ... д-ра філол. наук : спец. 10.02.16 – перекладознавство; Київськ. нац. ун-т ім. Тараса Шевченка. Київ, 2020. 490 с.
71. Кикоть В. М. Українські переклади поезії Роберта Фроста. Актуальні проблеми сучасного перекладознавства : збірник матеріалів II Всеукраїнської науково-практичної конференції з міжнародною участю (31 травня 2021 року). Черкаський національний університет імені Богдана Хмельницького. Черкаси, 2021. 178 с. (Електронна книга). С. 67–73.
72. Kykot Valeriy. Translation of Implied Sense As a Psycholinguistic Category. East European Journal of Psycholinguistics. Issue 8, # 2 (December 27, 2021). P. 92–102. URL: https://eejpl.vnu.edu.ua/index.php/eejpl/article/view/528/285 [Архівовано 1 Лютого 2022 у Wayback Machine.]
73. Кикоть В. М. Рецепція підтексту в парадигмі перекладу. Міжособистісна комунікація та перекладознавство: сучасні перспективи розвитку : збірник матеріалів І Всеукраїнської науково-практичної конференції 12 квітня 2023 року. Черкаський національний університет імені Богдана Хмельницького. Кременчук: Видавництво «НОВАБУК», 2023. С.  41–45.
74. Кикоть Валерій. Семантика звуку в поетичному оригіналі й перекладі. Psycholinguistics, 2023. Volume 33, Issue 1. P. 41–71. URL: https://psycholing-journal.com/index.php/journal/issue/view/46
75. Кикоть, Валерій. Моделі художнього (поетичного) перекладу. Черкаси : Видавець Ю. Чабаненко, 2023. 114 с.
76. Кикоть В. М. Макрообразна схема вірша і переклад. Автосемантичні та синсемантичні образи. Мовознавчий вісник Черкас. нац. ун-ту. ім. Б. Хмельницького. Збірник наукових праць. Черкаси, 2023. Випуск 34. С. 64–88. DOI: 10.31651/2226-4388-2023-34-64-88.
77. Кикоть В. М. Іншомовні вкраплення, контраст, підтекст і переклад. Актуальні проблеми сучасного перекладознавства. Збірник матеріалів III Всеукраїнської науково-практичної конференції з міжнародною участю 07 грудня 2023 року. Черкаси : ЧНУ ім. Б. Хмельницького, 2023. С. 12–17.
78. Кикоть В. М. Макрообразна схема вірша і переклад. Субсемантичний образ. Мовознавчий вісник Черкас. нац. ун-ту. ім. Б. Хмельницького. Збірник наукових праць. Черкаси, 2023. Випуск 35. С. 132–144. DOI: 10.31651/2226-4388-2023-35-132-144.
79. Кикоть, Валерій. Художній переклад та українські перекладачі. Валерій Кикоть. Українські перекладачі. Київ : Видавничий дім «Кондор», 2024. С. 3.
80. Кикоть В. М. Славетні перекладачі Черкаського краю. Міжособистісна комунікація та перекладознавство: сучасні перспективи розвитку. Збірник матеріалів II Всеукраїнської науково-практичної конференції (16 квітня 2024 р.). Черкаси : ЧНУ ім. Б. Хмельницького, 2024. 192 с. (Електронна книга). С. 62–70.
81. Кикоть, Валерій. Поетична форма й переклад. Іноземна філологія. Вісник Київського національного університету імені Тараса Шевченка. Том 54 № 1-2. Київський національний університет імені Тараса Шевченка, Видавничо-поліграфічний центр «Київський університет», 2023. С. 74–84. DOI: 10.17721/0b9kt438. URL: https://visnyk.if.knu.ua/article/view/2689
82. Кикоть, Валерій. Контраст як засіб творення підтексту в оригіналах та перекладах творів Тараса Шевченка. Тарас Шевченко і сучасна суспільно-культурна ситуація. Збірник праць Всеукраїнської (42-ї) наукової конференції. До 200-ї річниці з дня народження Тараса Шевченка. 23-24 квітня 2024 року. Черкаси : Видавчиня Чабаненко Юлія. 2024. С. 154–163.
83. Кикоть, Валерій. Олександр Мокровольський у сузір’ї перекладачів Черкаського краю. Холодний Яр. № 1 (66) 2024. С. 223–236.
84. Kykot, V.aleriy. A New Model for Poetry Translation. Arts & Communication. 2025. Vol. X, Iss. X. 5990. P. 1–20. URL: https://doi.org/10.36922/ac.5990
85. Kykot, Valeriy. Verse Form Components as Images in Translation. Literature Forum. 2025. # 1. Vol. 2. P. 1–22. URL: https://ojs.acad-pub.com/index.php/LF/article/view/2676
86. Kykot, Valeriy. Rhyme in original and translation. New Writing. Routledge, Taylor & Francis Group, 2025. P. 1–24. URL: https://doi.org/10.1080/14790726.2025.2490241
87. Kykot, Valeriy. Linguistic Means of Reproducing Implied Sense in the Translation of Robert Frost’s Poetry. Alfred Nobel University Journal of Philology. 2025. Vol. 1, Issue 29. P. 374–387. URL: https://doi.org/10.32342/3041-217X-2025-1-29-22
88. Кикоть, Валерій. Образ і переклад : монографія. Київ : Видавничий дім «Кондор», 2025. 436 с. ISBN 978-617-8471-51-4.
89. Кикоть, Валерій. Форма вірша та переклад : монографія. Київ : Видавничий дім «Кондор», 2025. 424 с. ISBN 978-617-8471-53-8.
90. Кикоть В. М. Підтекст і переклад : монографія. Київ : Видавничий дім «Кондор», 2025. 448 с. ISBN 978-617-8471-64-4.

### Музичні твори на слова Валерія Кикотя
1.     Ваші очі – мов айстри вечірні. Музика Наталії Саух  https://www.facebook.com/valeriy.kykot/videos/1502377806912963
2.     Я не журюся. Музика Наталії Саух  https://www.facebook.com/valeriy.kykot/videos/642734497394364
3.     Елегія. Музика Наталії Саух
4.     Світить місяць у вікна. Музика Наталії Саух
5.     Королева дощу. Музика Наталії Саух
6.     Зима, зима, і сипле сніг. Музика Наталії Саух
7.     Все так само іду. Музика Таміли Чупак

## Нагороди та відзнаки
- Літературна премія імені Василя Симоненка (2009)[2]
- Літературна премія в галузі художнього перекладу імені Миколи Терещенка (2021)
- Літературна премія імені Григорія Кочура (2022) – присуджується за найкращі переклади українською мовою визначних творів світової поезії та вагомі праці в царині українського художнього перекладу
- Всеукраїнська літературна премія імені Івана Дробного (2022)